# Чемпіонат НДР з хокею 1979—1980
Чемпіонат НДР з хокею 1980 — чемпіонат НДР, чемпіоном став клуб СК «Динамо» (Берлін) 8-й титул.

## Таблиця
| М  | Команда               | І | Пер | Н | Пор | Ш     | О |
| -- | --------------------- | - | --- | - | --- | ----- | - |
| 1. | СК «Динамо» (Берлін)  | 6 | 4   | 0 | 2   | 32:19 | 8 |
| 2. | «Динамо» (Вайсвассер) | 6 | 2   | 0 | 4   | 19:32 | 4 |

Скорочення: М = підсумкове місце, І = ігри, Пер = перемоги, Н = нічиї, Пор = поразки, Ш = закинуті та пропущені шайби, О = набрані очки

## Матчі
- «Динамо» (Вайсвассер) — СК «Динамо» (Берлін) 0:2
- СК «Динамо» (Берлін) — «Динамо» (Вайсвассер) 10:5
- «Динамо» (Вайсвассер) — СК «Динамо» (Берлін) 4:3
- «Динамо» (Вайсвассер) — СК «Динамо» (Берлін) 5:3
- СК «Динамо» (Берлін) — «Динамо» (Вайсвассер) 4:2
- СК «Динамо» (Берлін) — «Динамо» (Вайсвассер) 10:3